# خدمات پشتیبانی مشترک آلمان
خدمات پشتیبانی مشترک آلمان (آلمانی: Streitkräftebasis, SKB) از شاخه‌های زیرمجموعه بوندس‌وهر (نیروهای مسلح آلمان) است، که در زمینه ارائه خدمات تدارکات نظامی برای نیروهای مسلح آلمان فعالیت می‌کند.